# Indian River (Floride)
Pour les articles homonymes, voir Indian River.
L'Indian River est une lagune située le long de la côte atlantique de la Floride. Elle longe le comté de Brevard (dont Merritt Island, le site de lancement du centre spatial Kennedy), le comté de Volusia et le comté de Martin.

Elle rejoint au sud cette dernière la Banana River avec laquelle elle constitue une partie de l'Intracoastal Waterway et l'Indian River Lagoon.
L'indian River est une voie navigable de 246 kilomètres de long formant un long estuaire bordé par de nombreux îlots, recevant les eaux douces de plusieurs cours d'eau qui se mélangent à l'eau de mer.
À l'époque de la Floride espagnole, cette voie d'eau s'appelait el rio de los Ais en raison de la présence de la Nation amérindienne des Ais qui vivait le long de cette côte de l'océan Atlantique.

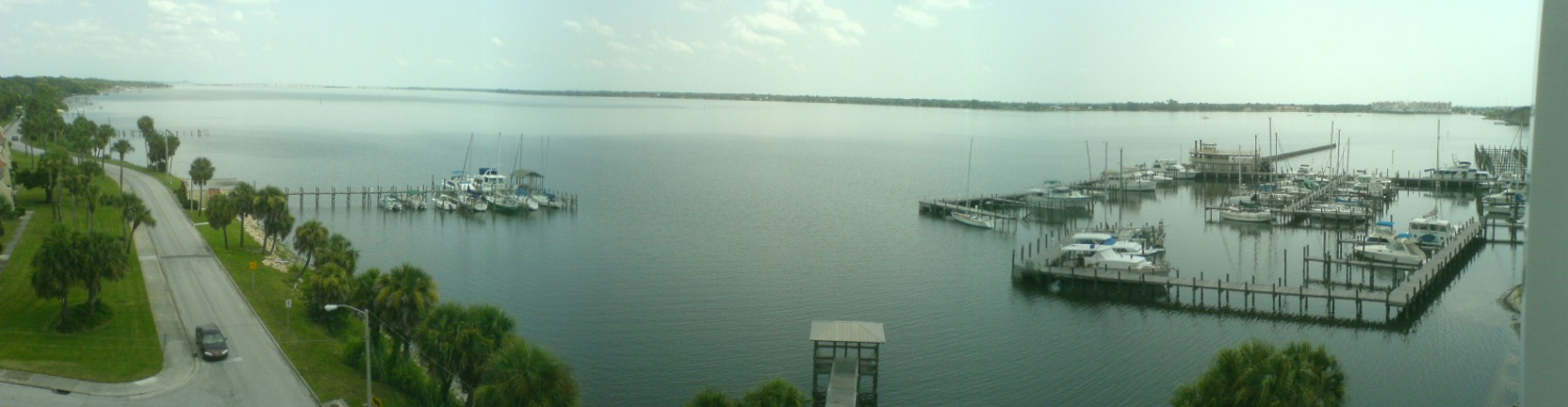
Vue de l'Indian River depuis la ville portuaire de Cocoa.